# Bréville-sur-Mer
Bréville-sur-Mer is een gemeente in het Franse departement Manche (regio Normandië) en telt 766 inwoners (2004). De plaats maakt deel uit van het arrondissement Coutances.

## Geografie
De oppervlakte van Bréville-sur-Mer bedraagt 6,9 km², de bevolkingsdichtheid is 111,0 inwoners per km².
De onderstaande kaart toont de ligging van Bréville-sur-Mer met de belangrijkste infrastructuur en aangrenzende gemeenten.

## Demografie
Onderstaande figuur toont het verloop van het inwonertal (bron: INSEE-tellingen).